# Mozambički otok
Mozambički otok (portugalski: Ilha de Moçambique) otok je u Indijskom oceanu, tj. u Mozambičkom kanalu, nadomak obale Mozambika. Upravno pripada pokrajini Nampula i ima oko 54.315 stanovnika (prema popisu iz 2002.). Otok sam po sebi nije jako velik, oko 3 km dug i između 200 i 500 metara širok. Većina povijesnih građevina nalazi se na njegovom sjevernom kraju, a većina stanovnika živi u kućama od trske u gradu Makuti, na južnom kraju otoka.
Mozambički otok je 1982. godine upisan na UNESCO-ov popis mjesta svjetske baštine u Africi zbog "arhitektonskog jedinstva njegovih građevina koje su građene istim tehnikama, materijalima (kamen ili macuti) i ukrašavane istim dekorativnim stilom od 16. do 20. stoljeća".

## Povijest
Otok je bio glavna luka arapskih brodova i središte brodogradnje davno prije nego što ga je posjetio Vasco da Gama 1498. godine. Portugalski naziv otoka, Moçambique, (izgovor: musɐbiki) izvedenica je iz Musa Al Big, imena arapskog trgovca koji je prvi posjetio otok i kasnije ga naselio. To ime je kasnije povezano s kopnom i današnjom državom Mozambik, a otok je preimenovan u Ilha de Moçambique ("Mozambički otok"). Portugalci su osnovali svoju luku i pomorsku bazu 1507. godine.
Tijekom šesnaestog stoljeća, sagrađena je Utvrda sv. Sebastijana (Fort São Sebastião), a portugalsko naselje (sada poznato kao "Kameni grad") postalo je glavni grad portugalske Istočne Afrike. Otok je također postao važno središte misionarstva i kulture. Otok je odolio nizozemskim napadima 1607. i 1608. godine te je ostao važnom postajom na portugalskim putovanjima u Indiju, na kojima se trgovalo robovima, začinima i zlatom.
Nakon otvaranja Sueskog kanala, bogatstvo otoka je oslabilo te je 1898. godine glavni grad premješten u Lourenco Marques (sada Maputo) na kopnu. Do sredine dvadesetog stoljeća, nova luka Nacala preuzela je većinu preostalog poslovanja.

## Znamenitosti
Osim stare utvrde, samo pola grada je od kamena. Bolnica, veličanstvena portugalska neoklasicistička zgrada iz 1877. godine, s vrtom ukrašenim barama i fontanama, obojana je u bijelo nakon mozambičkog građanskog rata. Godinama je bila najveća bolnica južno od Sahare.
Ostale značajne građevine na otoku su: 
- Kapela Nossa Senhora de Baluarte ("Gospa od Baluarte") sagrađena je 1522. godine u manuelinskom stilu, te se smatra najstarijom europskom zgradom južne polutke;
- Palača i kapela sv. Pavla (São Paulo), izgrađena 1610. godine kao isusovački kolegij, a potom korištena kao rezidencija guvernera, danas je muzej;
- Muzej sakralne umjetnosti smješten u Crkvi Miseriacorda koju vodi Kuća milosrđa, a u kojoj se nalazi izvanredno Makonde raspelo;
- Crkva sv. Antuna (Santo António) na samoj je obali.

Na otoku, sada u potpunosti urbaniziranom, također se nalazi nekoliko džamija i hinduistički indijski hram. Most dug 3 km podignut je 1960. godine, povezavši tako otok s kopnom.
- Kapela Gospe od Baluarte u utvrdi
- Crkva sv. Sebastijana u utvrdi
- Palača sv. Pavla
- Kolonijalistička Centralna bolnica
- Crkva sv. Antuna

## Vanjske poveznice
- Fotografije Mozambičkog otoka  Arhivirana inačica izvorne stranice od 4. srpnja 2010. (Wayback Machine) (engl.)